# Jacquemontia
Jacquemontia es un género de plantas con flores perteneciente a la familia de las convolvuláceas, con 170 especies. En Cuba, a las que florecen por Navidad se las denomina aguinaldo.

## Especies seleccionadas
- Jacquemontia abutiloides  Benth.
- Jacquemontia acrocephala  Meisn.
- Jacquemontia acuminata  Rusby
- Jacquemontia agrestis Meisn.
- Jacquemontia agricola Rusby
- Jacquemontia alba N.E.Br.[2]